# Вифиния

Римская провинция Вифиния (жёлтым) около 117 года

Вифиния (греч. Βιθυνία, лат. Bithynia) — историческая область, древнее государство и римская провинция, существовавшая на северо-западе Анатолии (Малой Азии) между проливом Босфор и рекой Сангариус. Крупнейшими городами Вифинии считались Никомедия, Прусса и Никея.

## Основание
Своё название страна получила от фракийского племени вифинов, которые переселились сюда вместе с другими фракийцами с Балканского полуострова около 700 года до н. э. Аппиан свидетельствует, что ранее эта местность называлась Бебрикией. До вифинов в регионе проживали бебрики (чьё имя могло указывать на родство с соседними фригийцами), среди давних местных обитателей также упоминаются мисийцы и кавконы.
В политическом отношении местные племена покорялись сначала Лидийскому царству в VII-VI веках до н. э., потом персам в VI-IV веках до н. э., однако во все времена в Вифинии существовала своя местная династия. По свидетельству гераклейского историка Мемнона, когда около 435 года до н. э. в Азии была основана афинская колония Астак, в Вифинии правил царь Дидалс. Ему наследовал Ботир, а того сменил Бас. Он вёл успешные войны с диадохами (полководцами) Александра Македонского и сумел отстоять независимость своего государства.

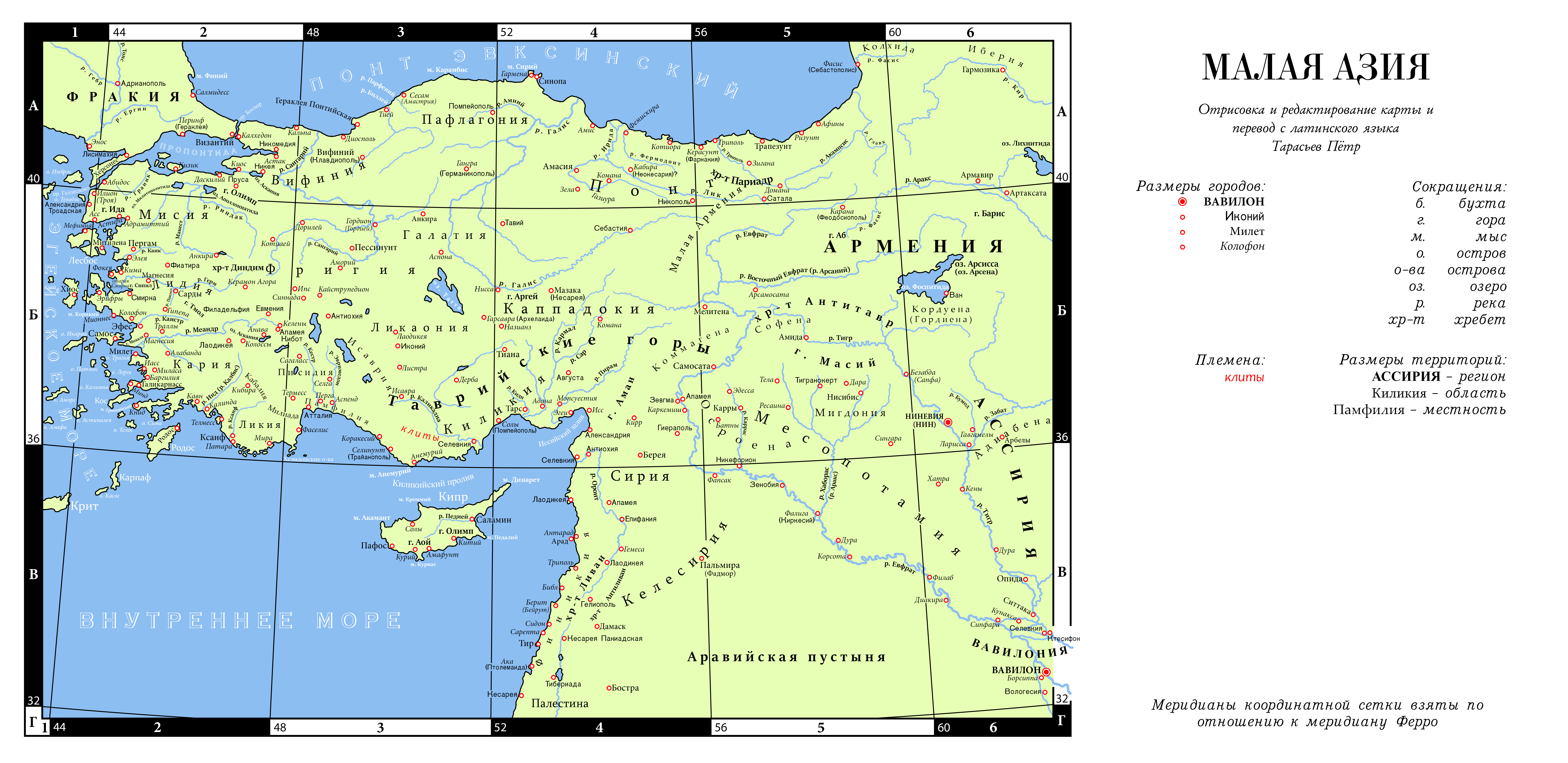
Исторические области Малой Азии во времена классической античности. Вифиния на крайнем северо-западе полуострова, восточное побережье Мраморного моря

.

## Гражданские войны
Сын и наследник Баса, Зипойт I принял около 297 года до н. э. (после того, как он одержал очередную победу над македонцами) царский титул. Зипойт I оставил после себя четырёх сыновей. Власть унаследовал его старший сын Никомед I, который по словам Мемнона «был для своих братьев не братом, а палачом». Второй из братьев, Зипойт Вифин, правивший тогда в Финской Фракии, поднял в 279 году до н. э. мятеж против Никомеда I. Война между ними была чрезвычайно жестокая. На стороне Зипойта выступали города Византий и Тиос. Он имел также поддержку от сирийского царя Антиоха. Чтобы добиться перевеса над Зипойтом, Никомед I призвал себе на помощь из Македонии племена диких галатов. Они смогли одержать для него важную победу над братом, и в награду Никомед I отдал галатам часть своего государства (где они основали своё царство, впоследствии известное как Галатия).
Никомед I убил Зипойта и ещё одного своего брата, после чего смог закрепиться на троне. В 264 году до н. э. он основал новую столицу Вифинии — город Никомедия, в которой поселил жителей разрушенного Лисимахом Астака. Никомедия была хорошо украшена великолепными постройками, и вскоре сделалась одним из крупнейших центров Азии.
Сразу после смерти Никомеда I, в Вифинии снова вспыхнула новая война между его сыновьями. Никомед был женат дважды, и в обход старшего сына, Зиэла, завещал престол младшему сыну — Зипойту III, рождённому во втором браке. Однако Зипойт III, видимо, не смог удержаться на троне, был свергнут Зиэлом и вынужден был бежать в Македонию. Эта вторая гражданская война Вифинии была ещё более ожесточённая и кровавая, чем первая. Вифинское государство вышло из неё ослабленным и разорённым.

## Борьба с Понтом и подчинение Риму
Следующим царям приходилось править в весьма сложной международной обстановке, когда на Востоке завязался целый узел противоречий и интриг, и маневрировать между слабеющей державой Селевкидов, Македонией, Понтийским царством, и усиливающейся с каждым годом Римской республикой. Избрав, в конце концов, своим союзником римлян, Вифиния вскоре оказалась от них в зависимости, которая возрастала с каждым годом. 
Около 75 года до н. э. последний вифинский царь — Никомед IV Филопатор, умирая бездетным, завещал свои владения Риму, после чего страна превратилась в римскую провинцию. В 64 г. до н.э. объединена с Понтом в римскую провинцию Вифиния и Понт.

## В составе Византии
После распада Римской империи в 395 году на две части, восточную и западную, Вифиния оказывается владением Восточной Римской империи (Византии). Византийское владычество на этой земле было долгим и прочным. Во время войны Византии и Персии в 602—628 годах в Вифинию вторглись персидские войска и даже захватили Халкидон, близкий к столице империи город. Но вскоре персы были отсюда изгнаны. Несколько раз на территорию Вифинии проникали арабы, но эта земля никогда не входила в их владения.
В VII, VIII, XII и XIII вв. Вифиния становится одним из основных центров переселения в Малую Азию славян. Сохранилась печать славянской военной колонии в Вифинии (на тот момент — не позднее VII в. — территория фемы Опсикия). При Юстиниане II из-за перехода славянского корпуса на сторону арабов славяне Опсикия были подвергнуты страшному истреблению.
В XIII веке Вифиния стала центром Никейской империи и до завоевания Константинополя в 1261 году оставалось источником её благосостояния.
В 30-60-х годах XIV века её полностью покорили турки-османы.

## Упоминание в Библии
В новозаветной библейской книге "Деяния святых апостолов" упомянута Вифиния как один из пунктов, куда планировал путешествовать апостол Павел:
"Дойдя до Мисии, предпринимали идти в Вифинию, но Дух не допустил их."
Библия, Деяния святых апостолов,  глава 16, стих 7.

## Упоминания в литературе
Упоминается в романе "Я, Клавдий" Роберта Грейвса (1934), в книге "Камо грядеши?" Г. Сенкевича  (1895), в "Слонах Ганнибала"  А. Немировского (1962, 1983).

## Правители
- Цари Вифинии